# Medal of Honor: Heroes 2
Medal of Honor Heroes 2 é um jogo eletrônico de tiro em primeira pessoa de 2007 publicado pela EA Games para PlayStation Portable (PSP) e Wii. É a décima segunda edição da série Medal of Honor.
Juntamente com Medal of Honor: Vanguard, foi o segundo jogo da série Medal of Honor a ser lançado para Wii.

## História
O jogador assume o papel do Tenente John Berg, dos serviços estratégicos (OSS). O jogo tem oito missões (sete na versão de PSP) e tem como pano de fundo a Batalha de Cherbourg.
O Tenente Berg está implantado no norte da França no meio da invasão anfíbia do Dia D, na Normandia, para conduzir investigações sobre os programas especiais alemães situados na área. Lá, ele descobre uma arma aterrorizante que poderia potencialmente mudar a guerra a favor da Alemanha Nazista, e se esforça para frustrar os planos de Hitler de produzir essa arma.

## Jogabilidade
Segundo a EA Games, Medal of Honor Heroes 2 começou do zero, justamente para usufruir ao máximo das capacidades do Nintendo Wii e do PSP. No Wii, o jogo faz jus ao que a empresa disse, e explora muito bem os controles. Para jogar é necessário o uso do Nunchuck e do Wii Remote. Mas, o jogo ainda conta com um bônus especial, pelo menos na versão de Wii, o uso exclusivo do utensílio denominado Wii Zapper. Outros comandos como lançar uma granada, atirar com uma bazuca, são muito interativo, e você pode simular o arremesso, para a granada, e apoiar os controles em seu ombro, imitando a forma de atirar com a bazuca.